# Den sidste dør
Den sidste dør er en kortfilm instrueret af Saied Masoudian efter eget manuskript.

## Handling
Hvad gør en præst, når han selv er i krig med sin gud? Vender han det blinde øje til andres problemer? En dreng får tæsk af sine legekammerater og søger ly i kirken. Han kommer ind, men mod præstens vilje.